# 圣萨尔瓦多 (米兰德拉)
圣萨尔瓦多是葡萄牙布拉干萨区的一个堂区。总面积14.23平方公里，总人口295人，人口密度20.7人/平方公里。